# 選挙管理内閣
選挙管理内閣（せんきょかんりないかく）とは、内閣制度をとる国家における暫定内閣の一種で、国政選挙が間近い政治日程状況の際に新たに組閣される内閣の名称。特定の内閣を指す正式な呼称ではない。

## 背景
政治制度の違いにより、主に以下のような状況で組閣される。
- 政情が不安な国において、大統領や君主が、国政選挙の安定的な実施に向けて行政府の運営に当たらせるために、政治的に中立な人物を任命する例。
- 独裁政権が民政移管する際に設置される例。
- 議院内閣制かつ政党内閣制を採用している国が、国政選挙に際し、政治的に中立な人物を首相（暫定首相）に任命し、選挙期間中に代理で行政を執行する内閣を特別に組閣させる制度を採用している例。
多党制の少数与党内閣のような政治状況では、議会が内閣を不信任とし、政権を交代させた場合にも、次に別の少数与党内閣ができるだけで、政治の安定が期待できず、選挙による議会勢力の一変によるほか打開の方法がない場合がある。しかし少数与党では議会を解散することに正当性を見いだせないという指摘が起き得るため、既存政党と無関係な人物を暫定首相とし、選挙を管理させる方法として考え出された[1]。
- 議院内閣制・政党内閣制を採用し、かつ与党による首相の任免が比較的自由である慣例をとっている国において、目前に議会任期満了を控えた時期に組閣される内閣を、単純にそう呼称する例。

前2者は暫定政権の性格を持つものであり、通常「選挙管理内閣」と呼称されるのは後2者である。4つ目の例では、組閣直後の選挙で与党が敗北すれば与党党首たる首相がその地位を失い、短命内閣となることもありうる。逆に勝利すれば長期政権が見込まれることになる。

## 世界の例
- かつてバングラデシュでは、総選挙となるたびに選挙管理内閣を組閣する独自の制度を採用していた[2]。2007年1月実施予定の総選挙のために2006年10月に組閣された際は、与野党対立の激化により2008年12月まで選挙を実施できず、その間長期政権を運営した。この制度は2011年の憲法改正で撤廃された[3]。
- 2010年以降、議会が多党制状態となったギリシャでは、総選挙後の連立交渉が不調に終わり、再選挙を行うケースが3回あった。その際、大統領が最高裁判所にあたる国家評議会（英語版）長官に選挙管理内閣を組閣させることが慣例となった。この際、暫定首相の党派は無所属である。
  - 2012年5月ギリシャ議会総選挙と2012年6月ギリシャ議会総選挙の間で、パナギオティス・ピクラメノスが首相になったケース[4]
  - アレクシス・ツィプラスの辞表提出と2015年9月ギリシャ議会総選挙の間で、ヴァシリキ・タヌ＝フリストフィリ（バシリキ・タヌー）が首相になったケース[5]
  - 2023年5月ギリシャ議会総選挙（英語版）と2023年6月ギリシャ議会総選挙（英語版）の間で、イオアンニス・サルマス（英語版）が首相になったケース

## 日本の例
大日本帝国憲法（旧憲法）下の日本で新内閣が組閣された直後（おおむね半年以内）に国政選挙が実施された例として、以下がある。ただしいずれも、当時は選挙管理内閣とは呼称されなかった（大命降下の慣例上、選挙結果と内閣の消長には直接の関係がなかったためである）。
- 清浦奎吾内閣（1924年1月7日組閣・1月31日衆議院解散→第15回衆議院議員総選挙）
- 犬養毅内閣（1931年12月13日組閣・1932年1月21日衆議院解散→第18回衆議院議員総選挙）
- 林銑十郎内閣（1937年2月2日組閣・3月31日衆議院解散→第20回衆議院議員総選挙）
- 東條英機内閣（1941年10月18日組閣・1942年4月29日衆議院任期満了→第21回衆議院議員総選挙）
- 幣原喜重郎内閣（1945年10月9日組閣・12月18日衆議院解散→第22回衆議院議員総選挙）

しかしながら、上記のうち、清浦奎吾への大命降下は、事実上の選挙管理内閣としての機能を期待されたものであり、清浦内閣と対立する護憲三派が総選挙で勝利したのを受け、清浦は退陣している。
日本国憲法施行以降は、衆議院および参議院の任期満了が近づいている時期、あるいは与党が衆議院議員総選挙を実施する思惑を持った際に、新たに指名された内閣総理大臣（首相）によって組閣された内閣が「選挙管理内閣」と報道または評論される例が一般的である。このような内閣のもとでの選挙で与党が勝利した際は、ひきつづき同じ首相が指名されて長期政権が見込まれることから、対義語として「本格政権」と呼称される。
以下、国政選挙を間近（おおむね半年以内）に控えた日程で、新たな首相によって組閣された内閣を挙げる。
衆議院議員総選挙の実施を期待されて組閣し、組閣しておおむね半年以内に衆議院解散をして選挙を実行し勝利した例
- 第1次鳩山一郎内閣（1954年12月10日組閣・1955年1月24日衆議院解散→第27回衆議院議員総選挙）
- 第1次池田勇人内閣（1960年7月19日組閣・10月24日衆議院解散→第29回衆議院議員総選挙）
- 第1次田中角栄内閣（1972年7月7日組閣・11月13日衆議院解散→第33回衆議院議員総選挙）
- 第1次海部俊樹内閣（1989年8月10日組閣・1990年1月24日衆議院解散→第39回衆議院議員総選挙）
- 第1次森喜朗内閣（2000年4月5日組閣・6月2日衆議院解散→第42回衆議院議員総選挙）
- 第1次岸田文雄内閣（2021年10月4日組閣・10月14日衆議院解散→第49回衆議院議員総選挙）

衆議院議員総選挙の実施を期待されて組閣し、組閣しておおむね半年以内に衆議院解散をして選挙を実行し敗北した例
- 第1次石破茂内閣（2024年10月1日組閣・10月9日衆議院解散→第50回衆議院議員総選挙）

参議院議員通常選挙直前に組閣し、勝利した例
- 福田赳夫内閣（1976年12月24日組閣→1977年7月3日第11回参議院議員通常選挙）
- 第1次小泉純一郎内閣（2001年4月26日組閣→7月22日第19回参議院議員通常選挙）

参議院議員通常選挙直前に組閣し、敗北して内閣総辞職した例
- 宇野宗佑内閣（1989年6月3日組閣→7月9日第15回参議院議員通常選挙）

参議院議員通常選挙直前に組閣し、敗北したが内閣総辞職しなかった例
- 菅直人内閣（2010年6月8日組閣→7月25日第22回参議院議員通常選挙）